# Horst Seehofer
Horst Seehofer, född 4 juli 1949 i Ingolstadt i dåvarande Västtyskland, är en tysk politiker (CSU). Från 1992 till 1998 var han Tysklands hälsominister och från 2005 till 2008 jordbruksminister. Han var förbundslandet Bayerns ministerpresident (regeringschef) från oktober 2008 till den 13 mars 2018 och CSU:s partiledare från oktober 2008 till januari 2019. Han är Tysklands inrikesminister sedan 14 mars 2018.
Seehofer var ledamot av förbundsdagen från 1980 till 2008. Han var, i egenskap av förbundsrådets president (ett uppdrag som cirkulerar mellan förbundsländernas regeringschefer för ett halvår i taget), mellan den 17 februari 2012 och den 18 mars 2012 Tysklands tillförordnade statschef, sedan förbundspresident Christian Wulff avgått med omedelbar verkan. Joachim Gauck tillträdde därefter.
Seehofers parti CSU gick i valet till Bayerska lantdagen i september 2013 framåt och vann egen regeringsmajoritet efter att från 2008 till 2013 regerat tillsammans med FDP. Efter att CSU gick tillbaka i lantdagsvalet i oktober 2018 meddelade Seehofer att han skulle avgå som partiledare, och ersattes i januari 2019 av Markus Söder.